# Fjärrlån
Fjärrlån, tidigare även interurbanlån, är lån av material mellan två bibliotek som har olika huvudmän. Genom fjärrlån kan låntagare vid ett bibliotek få tillgång till material från andra biblioteks samlingar. Beroende på materialets art kan det tillhandahållas som egentligt fjärrlån eller som kopior.
I den svenska bibliotekslagen (2013:801, 14§) stadgas det att bibliotek inom det allmänna biblioteksväsendet ska samverka för att ge alla tillgång till landets samlade biblioteksresurser.
Universitetsbibliotek i Sverige har i allmänhet avtal med ett stort antal bibliotek inom och utom landet. 